# Saint-Illide
Saint-Illide (okzitanisch: Sant Illide) ist eine französische Gemeinde mit 649 Einwohnern (Stand: 1. Januar 2022) im Département Cantal in der Region Auvergne-Rhône-Alpes; sie gehört zum Arrondissement Aurillac und zum Kanton Naucelles. Die Einwohner werden Saint-Illidois genannt.

## Geographie
Saint-Illide liegt etwa 18 Kilometer nordwestlich von Aurillac. An der westlichen Gemeindegrenze verläuft der Fluss Etze, im Norden sein Zufluss Bertrande sowie dessen Nebenfluss Doire und im Süden die Soulane. Umgeben wird Saint-Illide von den Nachbargemeinden Saint-Martin-Cantalès im Norden, Saint-Cirgues-de-Malbert im Nordosten, Saint-Cernin im Osten, Freix-Anglards im Südosten, Ayrens und Saint-Victor im Süden, Saint-Santin-Cantalès im Südwesten sowie Arnac im Westen.

## Bevölkerungsentwicklung
| Jahr                       | 1962 | 1968 | 1975 | 1982 | 1990 | 1999 | 2006 | 2019 |
| Einwohner                  | 1025 | 959  | 802  | 717  | 701  | 668  | 667  | 644  |
| Quellen: Cassini und INSEE |      |      |      |      |      |      |      |      |

## Sehenswürdigkeiten
- Kirche Saint-Illide
- Kirche Saint-Jean-Baptiste im Ortsteil La Bontat

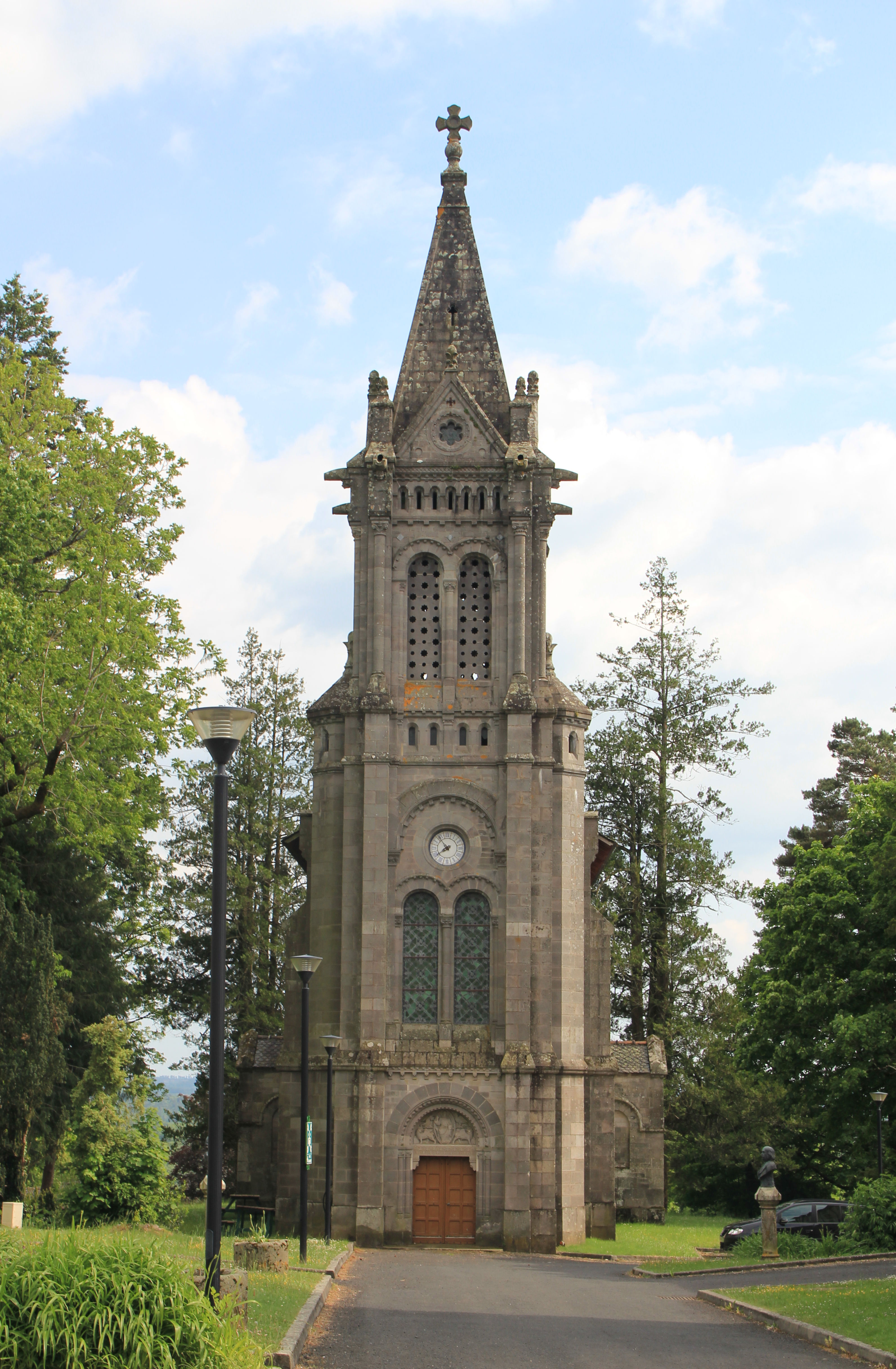
Kapelle von Albart

- Kapelle im Ortsteil Albart
- Kapelle im Ortsteil Les Vernhes